# Джонатан Ґрофф
Джо́натан Дрю Ґрофф (англ. Jonathan Drew Groff; нар. 26 березня 1985) — американський актор та співак. Лауреат премії «Греммі» і дворазовий номінант на премію «Тоні». Ґрофф найбільше відомий завдяки своїм виступам у бродвейських мюзиклах, а також по ролям у серіалах «Хор», «У пошуку» та «Мисливець за розумом».

## Ранні роки
Джонатан Дрю Ґрофф народився у Ланкастері, штат Пенсильванія, у родині вчительки фізкультури Джулі Ґрофф (уродженої Уітмер) і тренера коней Джима Ґроффа. У нього є старший брат Девід. Ґрофф виріс у Ронксі, штат Пенсильванія.
Ґрофф закінчив школу у 2003 році та планував вступати до Університету Карнегі-Меллон, але відклав вступ на рік, після того як його затвердили на роль Рольфа в національному турі мюзиклу «Звуки музики». Після гастролей Ґрофф вирішив замість вступу до університету переїхати до Нью-Йорка. Ще живучи в Ланкастері, Ґрофф виступав у Оперному театрі Фултона у виставах «Звуки музики», «Реґтайм», «Евіта», «Моя прекрасна леді», «Пітер Пен», «Пірати Пензансу», «Раґс» та у Центрі виконавчого мистецтва міста Ефрата, де він грав Едґар у «Хлопчик кажан: мюзикл» та «Гидкого» у «Гонк!».

## Кар'єра

### 2005—2009
У 2005 році дебютував на Бродвеї у мюзиклі Джозефа Брукса «У моєму житті». Ґрофф зіграв роль Мельхіора Ґабора у бродвейській постановці рок-мюзиклу «Весняне пробудження», цю роль він грав з дебюту 10 грудня 2006 по 18 травня 2008 року.
На початку 2007 року Ґрофф дебютував на телебаченні з другорядною роллю у мильній опері «Одне життя, щоб жити» на телеканалі ABC. З 22 липня по 31 серпня 2008 року Ґрофф грав роль Клода у виставі Волосся. Він також грав Майкла Ланґа у комедійно-драматичному фільмі Енга Лі Штурмуючи Вудсток. Далі Ґрофф з'явився в офф-бродвейській постановці п'єси «Молитва за мого ворога». У серпні 2009 року Ґрофф зіграв Діоніса у виставі «Вакханки».

### 2010—2015: «Хор», «Крижане серце» та «Гамільтон»
У 2010 році він зіграв епізодичну роль Джессі Сент-Джеймс у восьми серіях мюзиклу «Хор» на телеканалі Fox. У серпні 2010 року він дебютував на лондонській сцені театру Ноел Ковард у виставі Смертельна пастка, режисера Метью Уорчуса.
З серпня по жовтень 2012 року Ґрофф грав Ієна Тодда у другому та останньому сезоні телесеріалу «Бос» на телеканалі Starz.
У 2013 році Ґрофф озвучив одного з головних персонажів анімаційного фільму «Крижане серце». Прем'єра фільму відбулася 19 листопада 2013 року у США. Після масштабного комерційного успіху фільму, Ґрофф повернувся до ролі у короткометражному сиквелі «Крижана лихоманка», прем'єра якого відбулася 13 березня 2015 року.
Ґрофф зіграв роль Патріка Мюррея, у комедійно-драматичному телесеріалі «У пошуку» на телеканалі HBO. У квітні 2013 року Ґрофф приєднався екранізації п'єси Ларрі Крамера «Звичайне серце», зігравши Крейґа Доннера.
3 березня 2015 року він приєднався до акторського складу мюзиклу «Гамільтон», короля Георга III.

### 2016—дотепер: «Мисливець за розумом»
У березні 2016 року стало відомо, що Ґрофф зіграє у серіалі «Мисливець за розумом» на Netflix. Прем'єра відбулася у жовтні 2017 року, у серіалу він зіграв агента Федерального бюро розслідувань Голдена Форда.
У липні 2017 року Ґрофф зіграв у першому подкаст мюзиклі «36 питань», який вийшов у трьох частинах на подкаст-каналі Two-Up.

## Фільмографія

### Кіно
| Рік  | Назва                          | Роль              | Примітки                |
| ---- | ------------------------------ | ----------------- | ----------------------- |
| 2009 | Штурмуючи Вудсток              | Майкл Ланг        |                         |
| 2010 | Дванадцять тридцять            | Джефф             |                         |
| 2010 | Змовниця                       | Луї Вейхман       |                         |
| 2013 | Боже дитя                      | Самуїл            |                         |
| 2013 | Крижане серце                  | Крістофф          | голос                   |
| 2014 | Russian Broadway Shut Down     | Спортсмен Ніколай | Короткометражний        |
| 2014 | Софі                           | Бен               | Короткометражний        |
| 2014 | Американський снайпер          | Молодий ветеринар |                         |
| 2015 | Крижана лихоманка              | Крістофф          | голос; короткометражний |
| 2017 | Крижане серце: Різдво з Олафом | Крістофф          | голос; короткометражний |
| 2019 | Крижане серце 2                | Крістофф          | голос                   |
| 2020 | Гамільтон                      | Король Георг III  | Живий запис мюзиклу     |
| 2021 | Матриця: Воскресіння           | Агент Сміт        |                         |
| 2023 | Стук у кабіну                  | Ендрю             |                         |
| 2023 | Одного разу на студії          | Крістофф          | голос                   |
| 2027 | Крижане серце 3                | Крістофф          | голос                   |

### Телебачення
| Рік     | Назва                              | Роль                   | Примітки                     |
| ------- | ---------------------------------- | ---------------------- | ---------------------------- |
| 2007    | Життя одне                         | Генрі Маклер           | 11 серій                     |
| 2008    | Гарненький                         | Патрік Фіцпайне        | Пілот                        |
| 2010–15 | Хор                                | Джессі Сент-Джеймс     | Епізодична роль; 15 серій    |
| 2012    | Гарна дружина                      | Джиммі Фелнер          | Епізод: «Live from Damascus» |
| 2012    | Бос                                | Ієн Тодд               | Основна роля; 10 серій       |
| 2014–15 | У пошуку                           | Патрік Мюррей          | Головна роль; 18 серій       |
| 2014    | Звичайне серце                     | Крейг Доннер           | Телефільм                    |
| 2016    | У пошуку                           | Патрік Мюррей          | Телевізійний фільм           |
| 2016    | LEGO Крижане серце: Північне сяйво | Крістофф (голос)       | Телебачення спеціальне       |
| 2017–19 | Мисливець за розумом               | Голден Форд            | Головна роль                 |
| 2018    | Сімпсони                           | Актор, який грає Барта | Епізод: «Bart's Not Dead»    |

### Інтернет
| Рік  | Назва                         | Оригінальна назва           | Роль   | Примітки                                            |
| ---- | ----------------------------- | --------------------------- | ------ | --------------------------------------------------- |
| 2008 | Сіла батарейка                | The Battery's Down          | Себе   | Вебсеріал • Епізод: «The Big Apple»                 |
| 2009 | Сіла батарейка                | The Battery's Down          | Себе   | Вебсеріал • Епізод: «The Party's Over»              |
| 2015 | Єдине справжня пара (1 сезон) | One True Pairing (Season 1) | Денніс | Вебсеріал • Епізод: «What's 'Your' Nickname»        |
| 2016 | Єдине справжня пара (2 сезон) | One True Pairing (Season 1) | Денніс | Вебсеріал • 4 епізоди                               |
| 2017 | 36 запитань                   | 36 Questions                | Джейс  | Подкаст мюзикл • Випущений на подкаст-каналі Two-Up |

### Відео ігри
| Рік  | Назва              | Роль     |
| ---- | ------------------ | -------- |
| 2019 | Kingdom Hearts III | Крістофф |

## Театральні роботи
| Рік                    | Назва                                                      | Оригінальна назва                                | Роль                                | Примітки                                                |
| ---------------------- | ---------------------------------------------------------- | ------------------------------------------------ | ----------------------------------- | ------------------------------------------------------- |
| 2002                   | Гонк!                                                      | Honk!                                            | «Гидкий»                            | The Ephrata Performing Arts Center                      |
| 2004                   | Хлопчик кажан: мюзикл                                      | Bat Boy: The Musical                             | Хлопчик кажан                       | The Ephrata Performing Arts Center                      |
| 2005                   | Слава                                                      | Fame                                             | Нік Піацца                          | North Shore Music Theatre                               |
| 2005                   | В моєму житті                                              | In My Life                                       | Understudy • Swing                  | Music Box Theatre • Бродвей • Дебют на Бродвеї          |
| 2006                   | Весняне пробудження                                        | Spring Awakening                                 | Мельхіор Ґабор                      | Atlantic Theater Company • Off-Broadway                 |
| 2006–08                | Весняне пробудження                                        | Spring Awakening                                 | Мельхіор Ґабор                      | Eugene O'Neill Theatre • Бродвей                        |
| 2007                   | Волосся                                                    | Hair                                             | Клод Гупер Буковський               | Delacorte Theater                                       |
| 2008                   | Волосся                                                    | Hair                                             | Клод Гупер Буковський               | Delacorte Theater                                       |
| Молитва за мого ворога | Prayer for My Enemy                                        | Біллі Нун                                        | Playwrights Horizons • Off-Broadway |                                                         |
| 2009                   | Співочий ліс                                               | The Singing Forest                               | Грей Коранкий • Волтер Реймен       | The Public Theater • Off-Broadway                       |
| 2009                   | Вакханки                                                   | The Bacchae                                      | Діоніс                              | Delacorte Theater                                       |
| 2010–11                | Смертна пастка                                             | Deathtrap                                        | Кліффорд Андерсон                   | Noël Coward Theatre • West End, Лондон, Велика Британія |
| 2011                   | Подання                                                    | The Submission                                   | Денні Ларсен                        | MCC Theater• Off-Broadway                               |
| 2012                   | Червоний                                                   | Red                                              | Кен                                 | Mark Taper Forum                                        |
| 2013                   | Червоний                                                   | Red                                              | Кен                                 | L.A. Theatre Works                                      |
| 2013                   | Пірати Пензансу                                            | The Pirates of Penzance                          | Фредерік                            | Delacorte Theater                                       |
| 2015                   | Як досягти успіху в бізнесі, не намагаючись по-справжньому | How to Succeed in Business Without Really Trying | Джей П'єрпонт Фінч                  | Royal Festival Hall • West End, Лондон, Велика Британія |
| 2015                   | Гамільтон                                                  | Hamilton                                         | Король Георг III                    | The Public Theater • Off-Broadway                       |
| 2015                   | Новий мозок                                                | A New Brain                                      | Ґордон Майкл Швійн                  | New York City Center • Лінкольн-центр                   |
| 2015–16                | Гамільтон                                                  | Hamilton                                         | Король Георг III                    | Richard Rodgers Theatre • Бродвей                       |
| 2017                   | Волосся                                                    | Hair                                             | Клод Гупер Буковський               | Jazz at Lincoln Center • Лінкольн-центр                 |
| 2017                   | Сондгайм про Сондгайма                                     | Sondheim on Sondheim                             | Виконавець                          | Hollywood Bowl                                          |
| 2018                   | Історія Бобі Даріна                                        | The Bobby Darin Story                            | Боббі Дарин                         | 92nd Street Y • Off-Broadway                            |
| 2019                   | Крамничка жахів                                            | Little Shop of Horrors                           | Сеймур Крелборн                     | Westside Theatre • Off-Broadway                         |